# Université technologique nationale de recherche de Kazan
L'Université technologique nationale de recherche de Kazan (KNRTU) est un établissement d'enseignement scientifique supérieur situé à Kazan en Russie. Il regroupe quinze instituts académiques et de recherche regroupant 27 000 étudiants dont 900 doctorants, pour un corps enseignant de 300 personnes au grade de docteur avec 800 professeurs associés. Son budget est de 1,4 milliard de roubles.
L'université est en partenariat avec vingt-quatre autres universités, centres de recherche et organisations internationales d'enseignement dans treize pays. Comme six autres universités russes, elle est membre du réseau de l'Université Eurasie-Pacifique (UNINET)

## Histoire
Son histoire découle du collège industriel de Kazan ouvert en 1890. En 1919, il devient l'Institut polytechnique de Kazan et en 1930 l'Institut chimique et technologique de Kazan (du nom de S.M. Kirov) après la fusion de l'Institut polytechnique et de la faculté de chimie de l'Université d'État de Kazan.
L'institut prend le nom en 1992 d'Université technologique d'État de Kazan (KSTU). Elle acquiert le statut d'institut de recherche national en 2010 avec son nom actuel.

## Instituts
L'université comprend 13 instituts universitaires et de recherche; gère plus de 100 spécialistes, pour les cycles d'études de baccalauréats, maîtrises et doctorats; plus de 27 000 étudiants de premier cycle et des cycles supérieurs y sont inscrits, ainsi que 900 doctorants et 100 étudiants post-doc de Russie et d'autres pays ; et emploie plus de 300 professeurs titulaires, docteurs en sciences et 800 professeurs associés, titulaires d'un doctorat.
Les instituts sont des subdivisions académiques et de recherche structurelles de l'Université technologique d'État de Kazan. Les instituts sont constitués de facultés qui, à leur tour, comprennent des départements universitaires.

## Instituts académiques
Institut de génie chimique et de technologie
- Institut du Pétrole, de la Chimie et des Nanotechnologies
- Institut de génie mécanique pour l'industrie chimique et pétrochimique
- Institut des Polymères
- Institut de l'Industrie légère, de la Mode et du Design
- Institut des systèmes de contrôle automatisés et des technologies de l'information
- Institut d'administration, d'économie et de technologies sociales
- Institut de génie alimentaire et de biotechnologie
- Institut d'éducation militaire
- Institut de formation professionnelle complémentaire
- Institut d'éducation permanente
- Université d'entreprise

## Instituts de recherche et de design
- Institut de Design Soyoujimpromproïekt
- Institut de recherche Speckaoutchouk

## Filiales
La branche kirghize de l'établissement d'enseignement supérieur budgétaire de l'État fédéral « Université technologique nationale de recherche de Kazan » a été ouverte en 2011 et est située dans la ville de Kant.